# Lỗ Chiêu công
Lỗ Chiêu công (chữ Hán: 魯昭公, ở ngôi: 542 TCN-510 TCN), tên thật là Cơ Trù (姬裯), là vị vua thứ 25 của nước Lỗ - chư hầu nhà Chu trong lịch sử Trung Quốc.
Lỗ Chiêu công lên ngôi giữa lúc quốc lực nước Lỗ ngày càng suy yếu, chính quyền rơi vào tay ba nhà đại phu (Tam Hoàn), mà đứng đầu là họ Quý. Đối với công việc ở Trung Nguyên, Lỗ ngày càng bị nước bá chủ là Tấn coi thường, bị nước kế cận là Tề thường xâm lấn. Đến năm 517 TCN, Lỗ Chiêu công thất bại trong nỗ lực tiêu diệt thế lực họ Quý và phải trốn sang nước Tề lánh nạn. Trong những năm tiếp theo, ông cầu cứu nước Tấn để xin viện quân về nước, song không thành công và cuối cùng mất ở nước ngoài.

## Lên ngôi
Cơ Trù con trai thứ của Lỗ Tương công, vua thứ 23 của nước Lỗ, em của Lỗ Dã, vị vua thứ 24 của nước Lỗ. Mẹ ông là Tề Quy. Nguyên Tương phu nhân không có con, thị thiếp là Kính Quy sinh ra công tử Dã, Tề Quy là em gái Kính Quy sinh ra công tử Trù.
Tháng 6 năm 542 TCN, cha của Cơ Trù là Lỗ Tương công qua đời, anh ông là Cơ Dã được lập lên ngôi. Cơ Dã dựng cái lều khóc tang ở nhà Quý Tôn. Tới tháng 9 năm đó, Cơ Dã vì than khóc nhiều cho phụ thân mà cũng bị bệnh và chết, Quý tôn Túc muốn lập Cơ Trù lên kế vị. Theo kinh Xuân Thu, Cơ Trù trong khi có tang sự mà không thương khóc, không mặc áo tang, vẫn ăn vận như thường, tuổi đã 19 mà vẫn chư con nít. Đại thần Mục thúc bàn không nên lập Trù, vì thái độ vô lễ đó của ông, e không phải là người mực thước quy củ, nhưng Quý tôn Túc không nghe. Cơ Trù được lập ngôi, tức Lỗ Chiêu công.

## Quan hệ với chư hầu
Ba họ con cháu Lỗ Hoàn công là Thúc, Mạnh và Quý chia nhau nắm quyền nước Lỗ, Chiêu công còn rất ít quyền hành. Năm 541 TCN, Quý Vũ Tử đánh chiếm đất Vận của nước Cử. Tháng 3 năm đó chư hầu hội họp, vua Cử mang việc ra bá cáo với chư hầu. Triệu Mạnh nước Tấn muốn bắt sứ nước Lỗ là Thúc Tôn Báo. Có người khuyên Thúc Tôn Báo lấy đai ngọc quý đút lót nước Tấn để thoát tội. Thúc Tôn Báo từ chối và tuyên bố nhận lỗi về nước Lỗ, vì nếu mang của báu cho nước khác thì nước Lỗ sẽ bị đánh để lấy của, làm hại cho nước.
Triệu Mạnh nước Tấn nghe vậy rất phục Thúc Tôn Báo trung thành với nước Lỗ, không chối lỗi, không sợ uy của bá chủ, nên tha cho Báo.
Năm 540 TCN, Lỗ Chiêu công sang triều kiến nước Tấn. Năm 539 TCN, Sở Linh vương hội chư hầu ở đất Thân, mời Lỗ Chiêu công đến nhưng ông cáo bệnh không đi.
Năm 538 TCN, Lỗ Chiêu công nhân nước Tắng và nước Cử có xung đột, bèn đứng về phía nước Tắng nhỏ bé. Vì người nước Tắng muốn dựa vào nước Lỗ, Lỗ Chiêu công bèn chiếm luôn nước Tắng.
Đại phu nước Cử là Mâu Di mâu thuẫn với vua Cử, bèn mang đất đai mình có theo nước Lỗ. Lỗ Chiêu công thu nhận. Sau đó ông sang triều kiến Tấn Bình công. Nước Cử bèn kiện nước Lỗ với vua Tấn. Tấn Bình công định bắt giữ Lỗ Chiêu công như nghe lời can không nên nhân lúc vua chư hầu tới triều kiến để bắt giữ, nên vua Tấn để Lỗ Chiêu công về nước.
Nước Cử thấy nước Tấn không phân xử bèn mang quân đánh nước Lỗ. Tướng Lỗ là Thúc Cung mang quân ra cự ở Phất Tuyền, nhân lúc quân Cử chưa dàn trận xong thúc quân đánh ngay. Quân Cử thua chạy. Sau trận thắng này họ Quý Tôn sang nước Tấn tạ ơn việc ủng hộ đánh Cử.
Năm 534 TCN, Lỗ Chiêu công được Sở Linh vương mời sang dự lễ khánh thành đài Chương Hoa mới xây xong. Sở Linh vương tặng Chiêu công cái cung quý, sau đó lại hối tiếc. Vỉ Khải Chương biết ý vua Sở bèn đến gặp Lỗ Chiêu công, phân tích lợi hại rằng chiếc cung đó vốn vua các nước Tấn, Tề và Việt đều muốn có, nếu nước Lỗ được cung thì sắp phải giao chiến với 3 nước kia. Lỗ Chiêu công bèn trả lại chiếc cung.
Năm 532 TCN, Lỗ Chiêu công đem quân đánh nước Cử, chiếm đất Canh.
Năm 530 TCN, Lỗ Chiêu công đi hội chư hầu tại đất nhà Chu. Các chư hầu hoài nghi vai trò bá chủ của nước Tấn vì để cho nước Lỗ chiếm ấp Canh của nước Cử, đề nghị Tấn trị tội Lỗ. Tấn Bình công bèn bắt giữ đại phu nước Lỗ là Quý Tôn Ý Như và sai Thúc Hướng sang nói với Lỗ Chiêu công, đề nghị không dự hội. Lỗ Chiêu công ban đầu không nghe, nhưng sau thấy binh lực quân Tấn rất đông, có vài chục vạn người với 4000 cỗ xe liệu thế không chống nổi nên đành phải nghe theo. Sang năm 529 TCN, Tấn Bình công thả Quý Tôn Ý Như về nước Lỗ.
Năm 528 TCN, Tề Cảnh công cùng tướng quốc Án Anh sang nước Lỗ học hỏi về lễ nghi.
Năm 522 TCN, Tề Cảnh công mời Chiêu công đến Tề dự tiệc.
Năm 520 TCN, nước Lỗ và nước Châu xảy ra đụng độ. Nước Châu xây thành ấp Dực, rồi kéo về qua đất Vũ Thành của nước Lỗ, bị người nước Lỗ tại Vũ Thành ngăn lại, bắt 3 tướng nước Châu. Nước Châu đến tố cáo với Tấn Khoảnh công. Tấn Khoảnh công triệu tập nước Lỗ. Lỗ Chiêu công cử Thúc Tôn Xước sang sứ nước Tấn. Vua Tấn giữ lại để đối chất, rồi giữ sứ giả cả hai bên.
Năm 519 TCN, Lỗ Chiêu công bèn thân hành sang nước Tấn xin phân trần, nhưng đi nửa đường bị bệnh phải quay về. Tấn Khoảnh công thấy Lỗ Chiêu công có thành ý, tuy ông chưa sang nước Tấn nhưng vẫn thả cho Thúc Tôn Xước về nước.

## Mâu thuẫn vớiTam Hoàn

### Xung đột
Thời vua cha Lỗ Tương công từng lập ra thêm đạo trung quân để gây thêm uy thế cho 3 họ Mạnh, Thúc và Quý. Năm 537 TCN, họ Quý bỏ đạo trung quân nước Lỗ, quay lại chế độ 2 đạo quân như cũ, nguồn phí vốn dùng vào việc nuôi đạo quân này cũng do 3 nhà chia nhau, trong đó họ Quý chiếm 2 phần, mỗi họ kia chiếm 1. Cũng từ đó 3 họ chiếm hết thuế thu trong nước để nuôi dưỡng lực lượng riêng, phần Lỗ Chiêu công chỉ được hưởng những đồ tặng biếu từ 3 nhà.
Trước sự lộng hành của các họ quý tộc Quý, Thúc và Mạnh (tức Tam Hoàn – 3 chi con cháu Lỗ Hoàn công), Lỗ Chiêu công rất bất bình, muốn đánh dẹp họ để khôi phục quyền lực.
Năm 517 TCN, Lỗ Chiêu công mang quân đánh họ Quý. Quân Chiêu công giết tướng của họ Quý là Công Chi rồi tiến vào thành. Quý Bình tử chạy lên đài xin với Chiêu công cho hoãn binh, cùng ra sông Nghi để xét tội trạng mình. Lỗ Chiêu công không cho. Quý Bình Tử lại thương lượng xin chịu tù và xin đi lưu vong sang nước khác. Tử Gia khuyên Chiêu công nên mở đường sống cho họ Quý nhưng ông không nghe.
Trong khi vây hãm họ Quý, Chiêu công sai Hậu Chiêu Bá sang gặp họ Mạnh yêu cầu xuất công cùng đánh họ Quý. Quý Bình Tử cũng phái người tới cầu cứu họ Mạnh. Mạnh Ý tử bàn bạc trong nội tộc, rồi quyết định giúp họ Quý, bèn giết Hậu Chiêu Bá và mang quân đánh Lỗ Chiêu công.
Cùng lúc, họ Thúc cũng mang quân tới giúp họ Quý. Lỗ Chiêu công không chống nổi, bị thua trận, phải bỏ chạy sang nước Tề.

### Lưu vong
Ông đến Dã Tỉnh đợi Tề Cảnh công. Tề Cảnh công thân hành tới gặp, đề nghị cấp cho ông 25000 hộ dân và đất đai để định cư ở Tề. Lỗ Chiêu công toan đồng ý thì đại thần Tử Gia Tử khuyên ông không nên bỏ nước Lỗ. Ông đành nghe theo, từ chối Tề Cảnh công.
Cuối năm đó (đầu năm 517 TCN), Tề Cảnh công mang quân đánh nước Lỗ, chiếm ấp Vận rồi cho Lỗ Chiêu công ở đó. Sau đó vua Tề còn định tấn công vào kinh thành nước Lỗ để khôi phục ngôi vua cho Chiêu công, nhưng 3 họ Tam Hoàn đã mua chuộc các tướng nước Tề nên các tướng Tề đều không muốn hết sức đánh Lỗ. Do đó Tề Cảnh công không thực hiện được ý định, Lỗ Chiêu công phải ở lại đất Vận.
Trong những năm Lỗ Chiêu công lưu vong, 3 họ Quý, Mạnh, Thúc điều hành chính sự. Năm 513 TCN, họ Quý cho người sang đất Vận dụ dân phản lại Lỗ Chiêu công. Người đất Vận nghe theo họ Quý, Chiêu công phải chạy sang Càn Hầu.
Thấy Tề không thể giúp mình, Lỗ Chiêu công sang nước Tấn, cầu cứu vua Tấn. Nhưng lúc đó chính sự nước Tấn cũng đã lọt vào tay Lục khanh. Sáu họ thượng khanh cũng nhận quà biếu của Tam Hoàn, không ra sức đánh nước Lỗ. Vua Tấn bất lực không thể điều quân trợ giúp ông.

## Qua đời
Năm 510 TCN, Lỗ Chiêu công đau nặng, mới sai đem lễ vật đến tặng các họ đại phu ở trong nước để được xin về, nhưng họ đều không nhận. Bởi vậy Chiêu công mất ở đất Can Hầu, thọ 51 tuổi. Ông làm vua được 25 năm thì phải đi lưu vong ở nước ngoài 7 năm (ở đất Vận 4 năm, ở đất Can Hầu 3 năm).
Mùa hạ năm 509 TCN, thi hài Lỗ Chiêu công được đưa từ đất Can Hầu về nước Lỗ an táng. Trong suốt 7 năm Lỗ Chiêu công lưu vong, Tam Hoàn không lập vua khác, nên các sách sử vẫn chép niên đại trị vì của ông tới tận năm ông mất (510 TCN). Sau đó Tam Hoàn mới phế bỏ Thế tử Diễn mà lập em nhà vua là công tử Tống lên nối ngôi, tức là Lỗ Định công. Lỗ Định công chính thức lên ngôi sau khi làm lễ an táng Lỗ Chiêu công.

## Đánh giá
Ông bị sử gia Lý Liêm phê bình như sau
Chiêu công ở ngôi 25 năm, ở đất Vận 4 năm, qua đất Can Hầu 3 năm. Đó là ông vua lười nhác, không chấn chỉnh lại được nước Lỗ. Buổi mới lên ngôi, ở tang mà không có vẻ thương xót, thế là mất thân tình cha con. Lấy vợ cùng họ, thế là mất lễ nghi vợ chồng. Cái gốc lập thân, lập nước đều thông có. Họa họ Quý tuy rằng tích lũy từ vua Thành, vua Tương nhưng lấy đất Vận mà không chấn chỉnh được, nạp Mâu Di mà không khước từ. Rồi đến các tai dị đại vu, mưa đá, trời đã cho điềm răn nhiều lần mà không giác ngộ. Đi bỏ Trung quân, đi săn ở Hồng, mất hết quân chính mà không biết thu hồi, rồi lại có lỗi với vị Bá chủ. Năm lần sang Tấn mà không được tiếp. Mười ba nước đồng minh mà không được dự. Cho nên Chiêu công không trở về.
Sử Mặc cho rằng họa loạn Ý Như ở nước Lỗ là một tiền đề để về sau ba nhà đại phu học theo mà phân chia nước Tấn.